# Collectanea Theologica
Collectanea Theologica – kwartalnik teologiczny założony w 1920 we Lwowie, wydawany obecnie w Warszawie.

## Historia
Pierwotnie nosił tytuł „Przegląd Teologiczny”, pod obecną nazwą wydawany jest od 1931. Od 1924 organ Polskiego Towarzystwa Teologicznego. W latach 1929–1932 zaopatrzony w dodatek „Ruch Teologiczny”. W latach 1935–1939 pismo było subwencjonowane przez Ministerstwo Wyznań Religijnych i Oświecenia Publicznego. Wznowione w 1949 w Warszawie. W numerze 4 z 1949 ukazał się naukowy debiut Karola Wojtyły „Quaestio de fide apud S. Joannem a Cruce” (fragment jego rozprawy doktorskiej). Od 1955 redagowane przez profesorów Akademii Teologii Katolickiej w Warszawie; od 1974 (nr 3) organ ATK. Od 1975 co roku wydawany jest zeszyt obcojęzyczny.
Redaktorzy naczelni: Teofil Długosz (1920–1924), Aleksy Klawek (1925–1939), Wincenty Kwiatkowski (1949–1964), Henryk Bogacki (1966–1990), Waldemar Chrostowski (1990–2020), Bartosz Adamczewski (2020–).
W 2011 jego nakład wynosił 700 egzemplarzy.